# Zdeněk Peřina
Zdeněk Peřina (3. června 1946 Chotěboř – 1. listopadu 2015 Liberec) byl český herec a režisér loutkového divadla.

## Život
V roce 1968 absolvoval loutkářskou katedru DAMU a téhož roku ještě v srpnu nastoupil do Naivního divadla v Liberci. Právě tomuto divadlu zůstal pracovně věrný, když v něm působil více než čtyřicet let. Během té doby zde účinkoval ve více než stovce inscenací. Do historie moderního českého loutkového divadla patří jeho ztvárněné role Pantalona v Turandot ukrutnici, soudce Azdak v Kavkazském křídovém kruhu nebo Škrhola v Bezhlavém rytíři. V divadle působil i jako režisér, kde například zrežíroval Vánoce s Kulišákem, Tři přadleny a Čerti z Ještědu. Mimo toho režíroval i v jiných českých a zahraničních divadlech.
Obdržel řadu ocenění. V roce 1979 získal za roli Kocoura v Brance zamčené na knoflík Cenu Mateřinky a v roce 1988 Cenu Českého literárního fondu za roli soudce Azdaka v Kavkazském křídovém kruhu. Právě za tuto roli obdržel i Skupovu cenu, kterou získal i v roce 1995 za herecký výkon v inscenaci Alibaba a čtyřicet loupežníků. Za svou práci obdržel za rok 2013 Cenu Thálie za celoživotní mistrovství v kategorii loutkové divadlo.
Zemřel po težké nemoci 1. listopadu 2015 a poslední rozloučení se uskutečnilo v pátek 13. listopadu ve 14:00 ve velké obřadní síni libereckého krematoria.